# Rudolf Czernin
Rudolf Czernin (celým jménem Rudolf Gabriel Adolf Jan Nepomuk Karel Wolfgang Siemon Nikophorus Maria Josef hrabě Czernin z Chudenic; 18. února 1924 Praha – 22. června 2004 Schleinz, Dolní Rakousko) byl česko-rakouský šlechtic z jindřichohradecké větve rodu Czerninů z Chudenic. V letech 1955–2004 byl hlavou rodu s čestným titulem vladař domu hradeckého a chudenického.

## Život

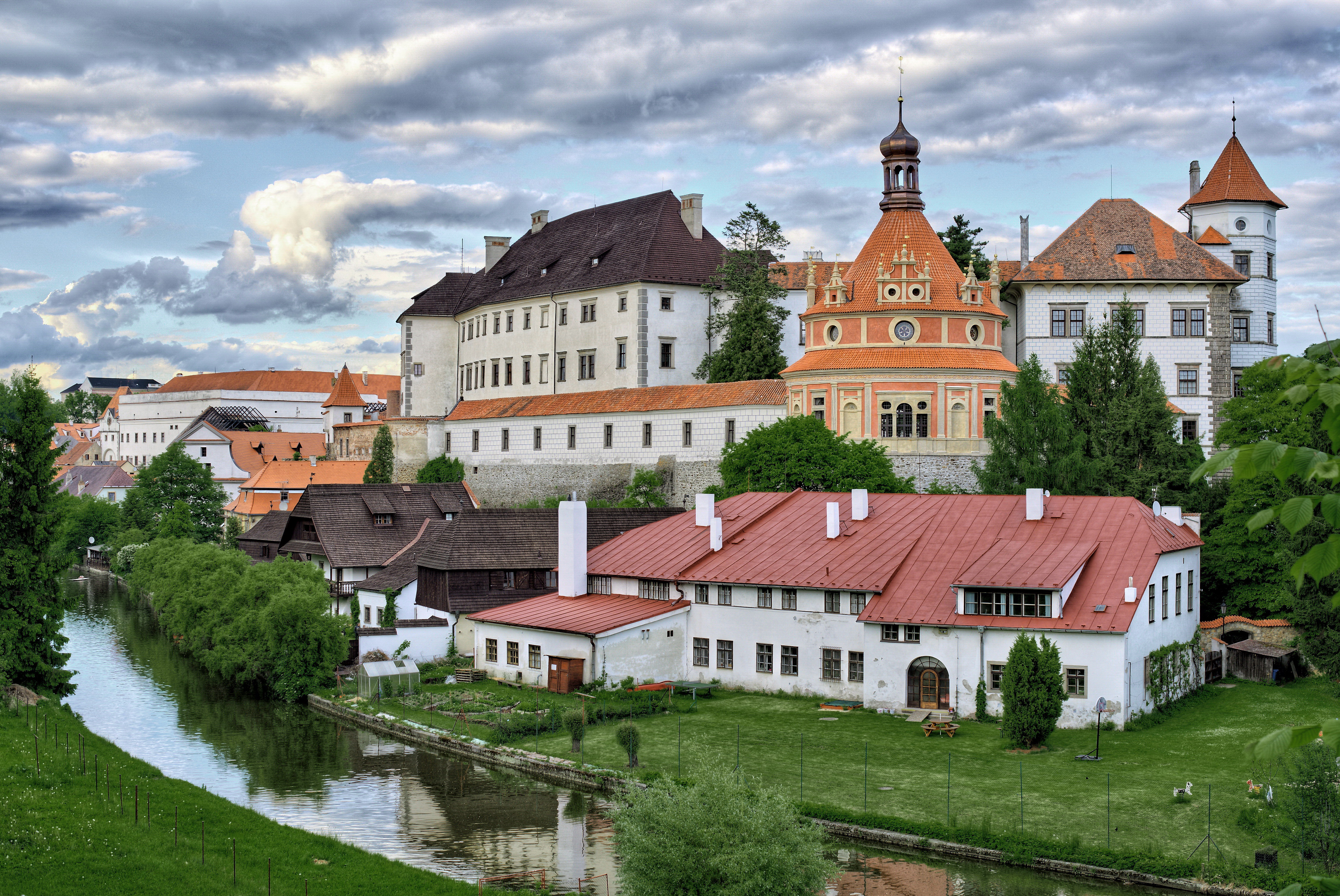
Rudolfův otec vlastnil do roku 1945 zámek v Jindřichově Hradci

Narodil se jako syn Eugena Alfonse Czernina (1892–1955) a jeho manželky a Josefiny, roz. Schwarzenbergové (1895–1965). Měl bratra Karla-Eugena (1920–1940), který padl v řadách wehrmachtu za Velkoněmeckou říši, a sestru Terezii, provd. Spanocchi (1921–2000).
Jeho rodiče se ve 30. letech přihlásili k německé národnosti, proto jim byl v roce 1945 na základě Benešových dekretů znárodněn majetek v Československu. S pomocí americké armády se v roce 1945 dostal s matkou a sestrou do Bavorska, po propuštění z vazební věznice na Pankráci se k nim po více než půl roce připojil otec. Potom se odstěhovali do Rakouska.
S otcem se po válce staral o obnovu rodového majetku v Rakousku a navrácení cenné obrazové sbírky. Czerninská sbírka obrazů z vídeňského paláce nebyla zničena v průběhu druhé světové války během náletu, protože obrazy byly předtím převezeny do solného dolu u Altaussee nedaleko Salzburgu. Nakonec ji však prodal Rakouské republice a část peněz věnoval synovi.
Po roce 1989 neúspěšně žádal o restituce majetku.

## Rodina
Ve Vídni se 3. listopadu 1955 oženil s Lucií Hauser (* 27. 2. 1929 Vídeň – 23. 12. 1970 Vídeň), dcerou Dr. jur. Helmutha Kroencke a Eleonory Hauser. Podruhé se oženil 1. března 1982 ve Vídni s Charlottou Preisinger (* 2. 2. 1948 Novosedly), dcerou Pavla Preisingera a Anny Krizanic. V prvním manželství se narodily dvě děti:
- 1. Karl-Eugen (* 25. 7. 1956 Vídeň), od roku 2004 vladař domu hradeckého a chudenického
  - (25. 4. 1985 Vídeň) Fiona von Rechberg und Rothenlöwen (* 8. 3. 1958 Mnichov)
- 2. Caroline (* 25. 10. 1959 Vídeň)
  - (25. 2. 1985 Vídeň) Peter Laussner (* 3. 5. 1959)